# Cajun

Bandeira que representa os Cajuns

Os cajun são os descendentes dos acadianos expulsos do Canadá e que se fixaram na Luisiana, um estado do sul dos Estados Unidos. Essa população tem uma cultura própria - em especial, uma variedade de música popular e de culinária - que já ultrapassou as fronteiras daquele país.
Ainda há uma certa identidade cajun no extremo sul da Luisiana. No censo de 2000, 13,8% da população do município de Lake Arthur declararam ascendência acadiana ou cajun. Outros municípios da região também têm uma substancial população com essa origem.